# Vaso sagrado de Warka

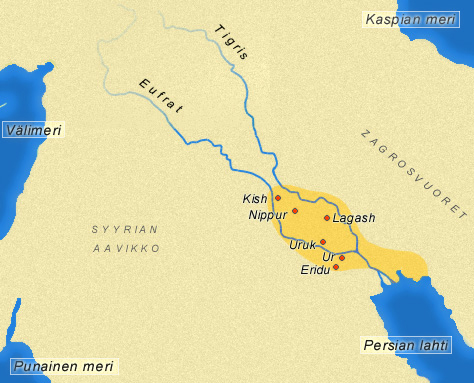
Zona de influencia de la civilización sumeria.

El vaso sagrado de Warka, también llamado "Jarrón Sagrado de Warka" o Vaso de Uruk, es una vasija tallada de alabastro, datada entre el 3300-3100 a. C., elaborada en época de la civilización mesopotámica, concretamente en la región de Sumer, que se extendió por el sur de Mesopotamia, en la zona de los ríos Tigris y Éufrates, (actual Irak). 

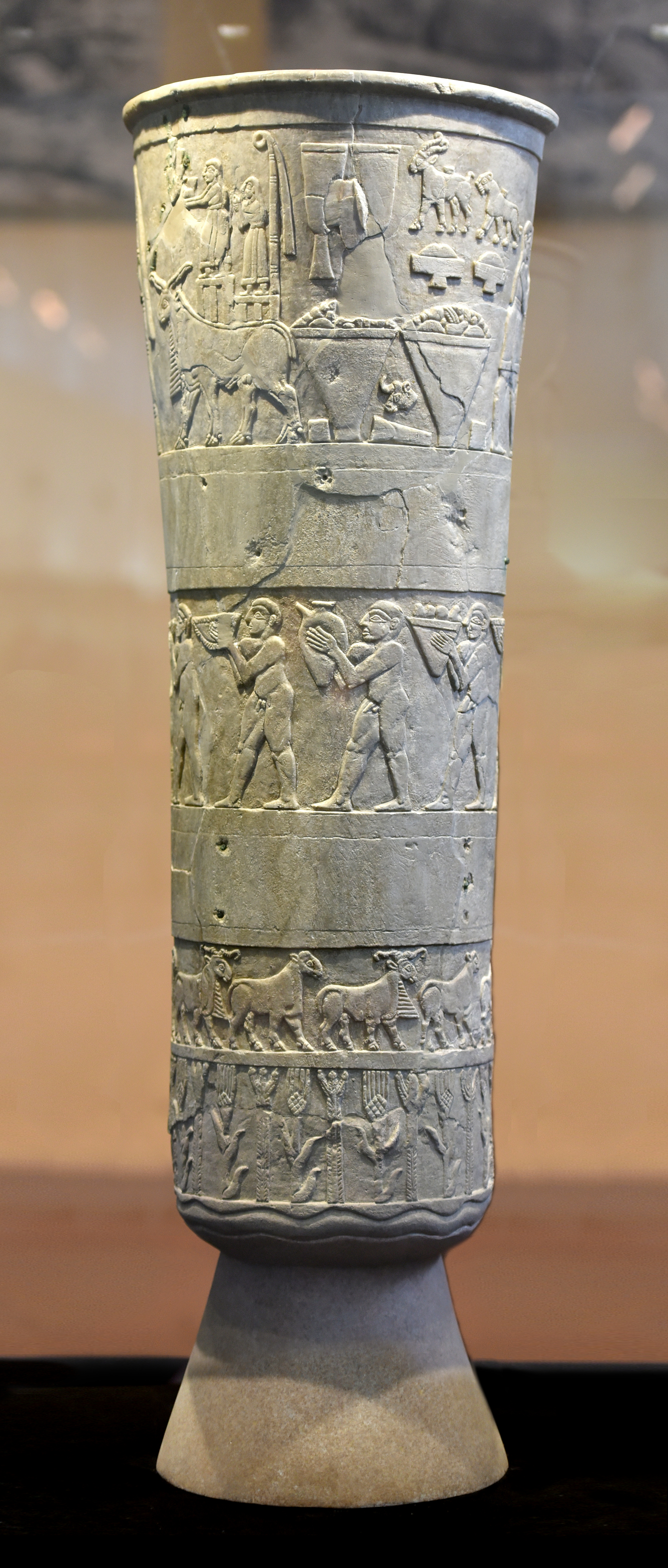
El vaso sagrado de Warka, conservado en el Museo Nacional de Irak.

Concretamente forma parte del período de Uruk, un período arqueológico de la historia de Mesopotamia comprendido entre el 3800 a. C. y el 3200 a. C., en el último milenio del Calcolítico en la región mesopotámica.
La pieza fue hallada en 1940 durante la sexta campaña de excavaciones llevadas a cabo por arqueólogos alemanes, en el nivel IIIa-II del complejo de templos dedicados a la deidad sumeria Inanna ; diosa del amor y la fertilidad y divinidad tutelar de la antigua ciudad de Uruk (Warka), ubicada cerca de la actual ciudad de Samawa, 280 km al sureste de Bagdad en la provincia iraquí de Al Muthanna. Al igual que la Paleta de Narmer del Antiguo Egipto, es una de las más antiguas obras maestras sobrevivientes de la escultura narrativa en relieve.

## Características
Sus características son:

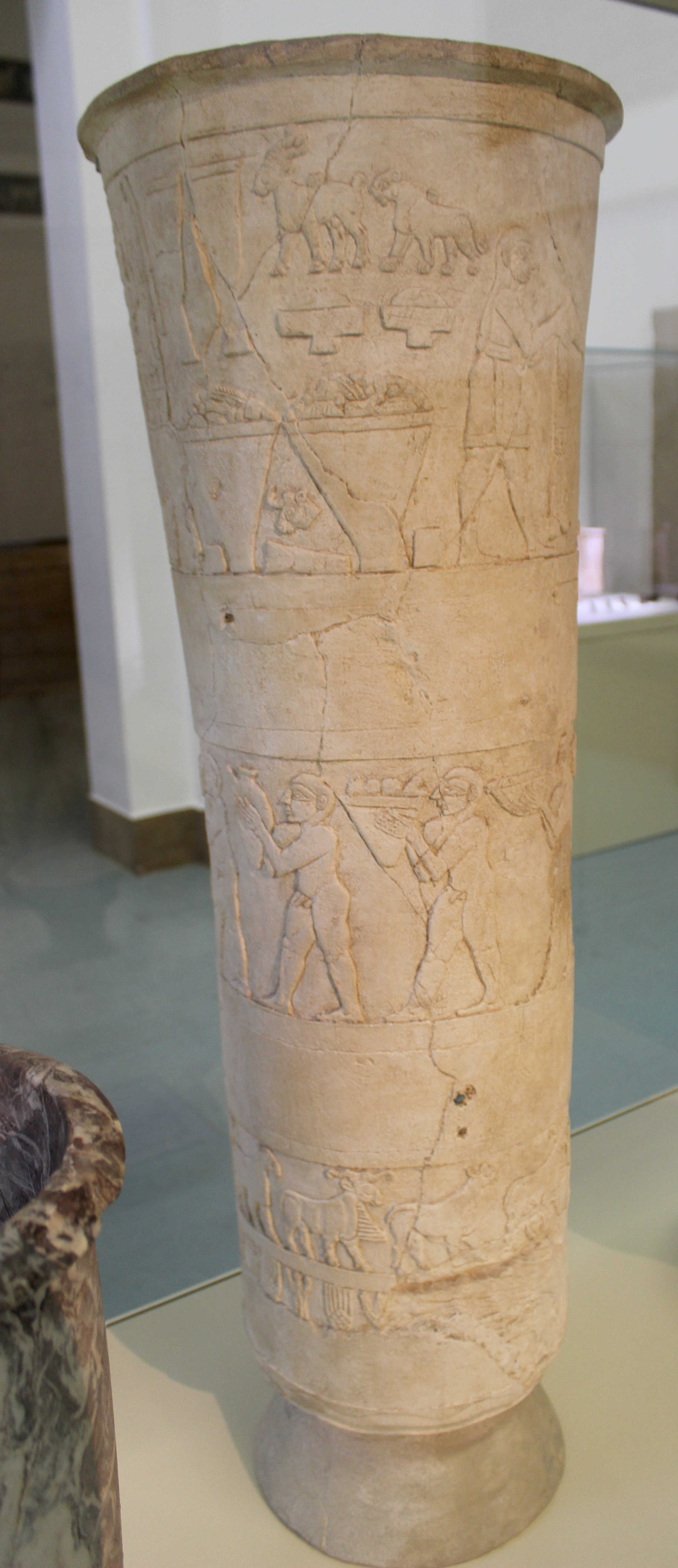
Copia del Vaso de Warka, en el Museo de Pérgamo de Berlín

- Fue tallada de una forma cilíndrica.
- Altura: 92 cm.
- Anchura: parte superior 36 cm.
- Material: piedra de alabastro.

## Decoración
Consta de una base y cuatro franjas horizontales, con relieves que representan una escena de ofrendas en el templo de la diosa Inanna, relacionadas con la agricultura. Todas las figuras aparecen de estricto perfil. 
En la base la vida vegetal y animal a orillas del Tigris y Éufrates, primero ondulaciones de agua y encima, en la banda inferior, se muestran juncos silvestres y brotes de plantas de grano cultivado, crecidos con el cuidado de sus agricultores, base de la Sumeria de la época.
En la segunda banda, inmediatamente encima de la anterior, una procesión de animales, ovejas y carneros que eran la base de los rebaños sumerios. La procesión continúa en la tercera banda, separada por un registro sin relieve y se representan hombres desnudos que llevan ofrendas en cuencos, jarras y cestas. Lo curioso es que andan en sentido contrario al de los animales.
En la banda superior, separada de la anterior por un registro sin relieve, se representa una escena completa relativa a la realeza de los gobernantes y los dioses. Ahora, la procesión ha terminado en el templo. A Inanna (o su sacerdotisa), que se la reconoce porque detrás de ella, aparecen dos haces de cañas (su símbolo), una figura desnuda le está ofreciendo un cuenco de fruta y grano. Una figura con ropa ceremonial - probablemente un rey-sacerdote - aparece ante ella, detrás del anterior personaje, con la procesión acercándose tras él.
La importancia del vaso es capital para la historia de la humanidad pues narra por primera vez en imágenes una procesión y los ritos asociados al culto de una divinidad. El gobernante es mostrado como la persona más relevante que se presenta ante Inanna o su suma sacerdotisa para demostrar su legitimidad y piedad durante el culto.

## Saqueo
El vaso de Warka fue uno de los millares de objetos que fueron saqueados del Museo Nacional de Irak durante la Invasión de Irak en 2003. Fue devuelto, deteriorado, al mismo museo por tres iraquíes durante un alto el fuego, el 12 de junio de 2003.

## Véase también

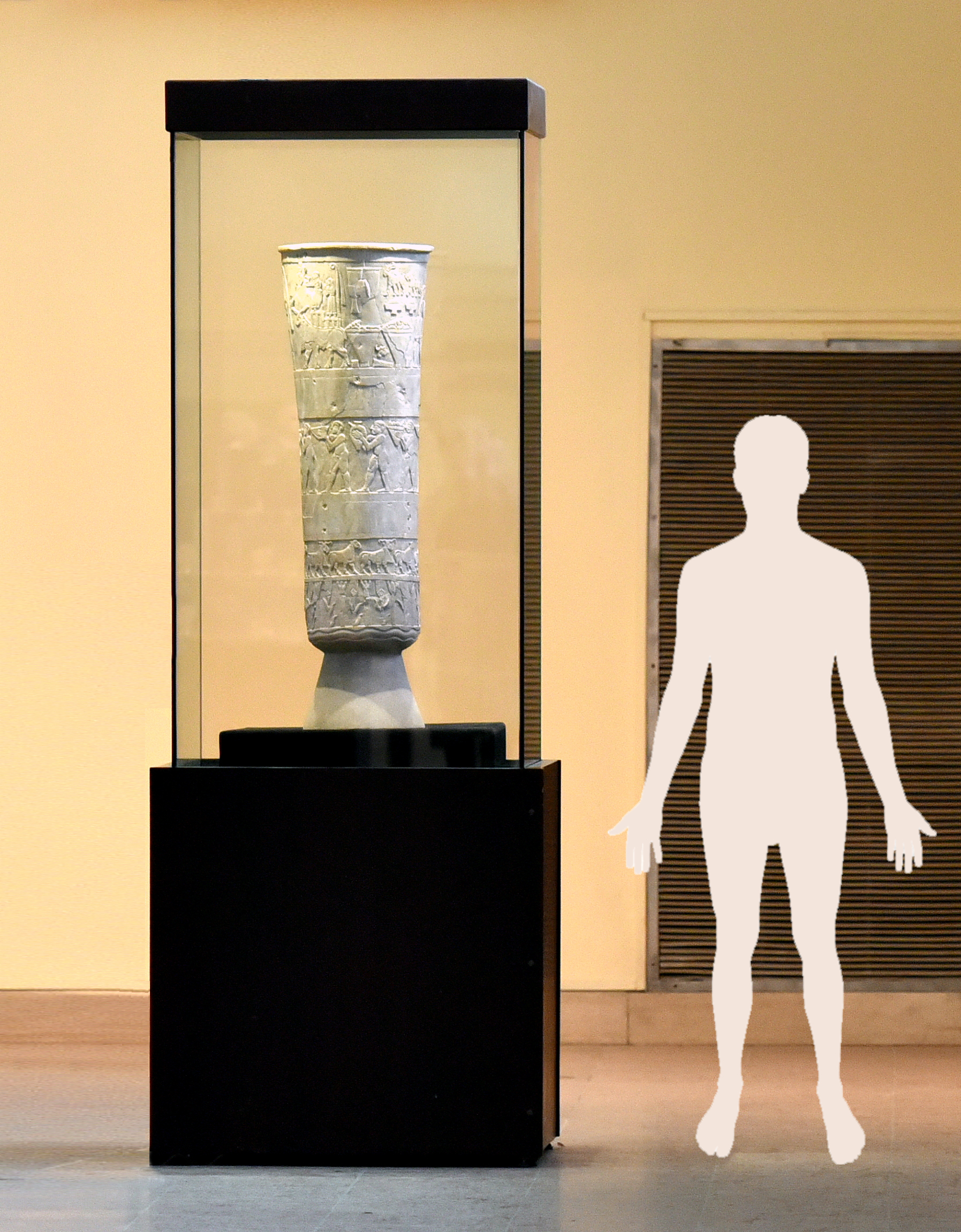
El jarrón votivo de Warka dentro de su vitrina en la Galería Sumeria del Museo de Irak. Mide aproximadamente 1 metro de altura.